# فاطمة حسونة
فاطمة حسونة (مواليد 1999 - 16 أبريل 2025) هي مصورة صحفية فلسطينية وثّقت أعمالها حياة المدنيين خلال حرب غزة. نالت شهرة دولية لتوثيقها العميق لآثار الحرب، وأصبحت موضوع الفيلم الوثائقي "ضع روحك على يدك وامشِ"، الذي اختير لبرنامج أفلام جمعية السينما المستقلة لتوزيعها الذي عُرض خلال مهرجان كان السينمائي 2025. قُتلت مع عشرة أفراد من عائلتها في غارة جوية إسرائيلية على منزلهم في مدينة غزة في 16 أبريل 2025.

## حياتها المبكرة والتعليم
ولدت حسونة في مدينة غزة وتخرجت بتخصص الوسائط المتعددة من الكلية الجامعية للعلوم التطبيقية في غزة. بدأت بتوثيق الحياة في غزة بعد تصعيد الأعمال العدائية في 7 أكتوبر 2023.

## قتلها
قُتلت حسونة وعشرة من أقاربها بما في ذلك أختها الحامل عندما أصاب صاروخ إسرائيلي منزلهم العائلي في حي التفاح بمدينة غزة في 16 أبريل 2025. وقع الهجوم بعد يوم واحد من الإعلان عن اختيار فيلمها الوثائقي لمهرجان كان. وكانت قد كتبت في وقت سابق على وسائل التواصل الاجتماعي "إذا مت، أريد موتة صاخبة".
صرحت قوات جيش الإحتلال الإسرائيلي أنها استهدفت "عضوًا من حماس متورطًا في هجمات ضد جنود إسرائيليين"، مدعيةً استخدام أسلحة دقيقة. رفضت المخرجة سبيده فارسي هذا التبرير: "أنا أعرف العائلة بأكملها. هذا هراء".